# Kerstin Prechel
Kerstin Prechel (* 1980 in Hamburg) ist eine deutsche Wirtschaftsethikerin.

## Leben
Prechel wuchs in Hamburg auf, wo sie von 1990 bis 1999 in Hamburg-Farmsen-Berne das Gymnasium Farmsen besuchte. Nach einem Auslandsjahr in London studierte sie von 2001 bis 2005 Betriebswirtschaftslehre und Internationales Management an der Hochschule Bremen und an der University of North Carolina at Wilmington in den USA (Diplomarbeit e-Business in Deutschland: Nutzen und Vermarktung von e-Business Software). Von 2008 bis 2010 war sie wissenschaftliche Mitarbeiterin an der Dualen Hochschule Baden-Württemberg Villingen-Schwenningen. Gleichzeitig begann sie ihre Promotion zum Dr. phil. an der Technischen Universität München bei Christoph Lütge – Thema der Dissertation: Der Einfluss ehrenamtlichen Engagements auf die Würde Arbeitsloser. Anreizverbesserung aus wirtschaftsethischer Sicht – die sie 2015 abschloss. Bis 2019 arbeitete sie für verschiedene internationale Firmen, bevor sie stellvertretende Professorin an der Hochschule für Angewandte Wissenschaften Hamburg im Department Public Management wurde. Seit 2021 ist sie Professorin für Betriebswirtschaftslehre an der Dualen Hochschule Schleswig-Holstein (DHSH) und seit 2022 gewählt zur Dekanin des Fachbereichs BWL.

## Schriften (Auswahl)
- Arbeitslosigkeit und Ehrenamt. Eine wirtschaftsethische Analyse zu Tätigkeit und Würde. Lit Verlag, 2015, ISBN 978-3-643-12754-9.
- e-Business in Deutschland: Nutzen und Vermarktung von e-Business Software. VDM Verlag, 2008, ISBN 978-3-8364-5814-6.
- Vermittlung von Elementen Künstlicher Intelligenz im Public-Management-Studium – Erfahrungen mit dem Einsatz von Open Educational Resources. In: Künstliche Intelligenz mit offenen Lernangeboten an Hochschulen lehren. KI-Campus, 2022. (ki-campus.org)
- K. Prechel, M. Prieß: Ethische Rahmenbedingungen beim Einsatz von KI im Projektgeschäft – Gefahren und Chancen der KI. In: C. Bernert, S. Scheurer, H. Wehnes (Hrsg.): KI in der Projektwirtschaft, Gesellschaft für Projektmanagement (GPM). UVK Verlag, 2023, S. 47–55.
- M. Prieß, K. Prechel: KI lehren, KI lernen an der DHSH – Potentiale für die Bildungslandschaft. In: Lecture Notes in Informatics (LNI) – Proceedings, Informatik Festival 2023, Designing Futures: Zukünfte gestalten. 2023, S. 457–460.